# Anna Polina
Anna Polina (Sant Petersburg, Unió Soviètica, 11 de setembre de 1989) és una actriu porno i model russa. Pels seus orígens acadèmics, hom la coneix afectuosament com a "la lletrada ardent".
Anna Polina va viure a Rússia fins als deu anys abans d'instal·lar-se a França amb la seva família. Anna Polina inicialment va estudiar en la facultat de dret amb intenció de ser advocada, però ràpidament es va sentir atreta per l'encant i el món de la pornografia. Les seves primeres escenes l'any 2008 les va realitzar sota el nom de Lea Delmas, abans de prendre un descans fins al febrer de 2010 quan va començar la seva carrera amb el nom de Lilith Marshall, fins que finalment es decidí per Anna Polina. Durant l'estiu de 2010 es va sotmetre a una operació d'augment de pit, i es va donar a conèixer als grans directors francesos com John B. Root, i al desembre de 2010 va passar a formar part de la productora de Marc Dorcel.
En 2010, Polina va protagonitzar la pel·lícula pornogràfica de terror Echap i és una de les actrius principals de la pel·lícula Inglorious Bitches, versió pornogràfica de Inglourious Basterds. En 2011 va aparèixer en dos documentals de televisió sobre cinema per a adults en Li Rhabillage de France 2 i Star du X, comment en sortir indemne? de Direct 8.
A les acaballes de 2011, la seva fama va créixer a nivell internacional i fora de l'univers pornogràfic quan Marc Dorcel va decidir patrocinar un pilot francès del Ral·li Dakar 2012, Hugo Payen. Polina va estar present en el tancament de la competició a Lima, Perú, com a representant promocional de la productora Marc Dorcel i donar suport a Payen, que corria amb una moto Yamaha número 69 amb la imatge de Polina serigrafiada.
El gener de 2012, va ser nominada "Millor actriu estrangera" als Premis XBIZ. També condueix un programa de ràdio a Oui FM: "Porn to be Wild", dedicat a les pel·lícules porno tots els diumenges a la 1 am.